# Leon Knabit
Leon Knabit, właśc. Stefan Knabit (ur. 26 grudnia 1929 w Bielsku Podlaskim) – polski benedyktyn, w latach 2001–2002 przeor opactwa w Tyńcu, prezenter telewizyjny, publicysta.

## Życiorys
Syn Aleksandra Knabita (1903–1943) i Aleksandry z domu Magdziarek (1906–1992). Jego ojciec został zamordowany przez gestapo w 1943 roku. Ukończył I Liceum Ogólnokształcące im. Bolesława Prusa w Siedlcach. W latach 1945–1948 należał do Związku Harcerstwa Polskiego; był zastępowym.
Ukończył 6-letnie studia w siedleckim Wyższym Seminarium Duchownym (1948–1954). Święcenia kapłańskie przyjął w Siedlcach 27 grudnia 1953 od biskupa Ignacego Świrskiego. Przez kilka miesięcy w 1954 administrował podnowotarską parafią w Gronkowie. W 1955 pełnił funkcję rektora kościoła w Brzegach. Od września do grudnia 1955 duszpastersko pomagał w Rozwadówce, a do czerwca 1956 był ojcem duchownym  Małego Seminarium Duchownego w Siedlcach.
W latach 1956–1958 był kapelanem i rektorem Domu Diecezjalnego w podżywieckiej Pewli Małej. W czasie służby duszpasterskiej jako kapłan diecezjalny został mnichem benedyktyńskim w Tyńcu. Od 1959 do początku lat 90. pracował jako katecheta. Śluby zakonne złożył 15 sierpnia 1960, śluby wieczyste tego samego dnia 3 lata później. Lata 1963–1970 to okres, kiedy urzędował jako proboszcz w parafii w Tyńcu. W 1972 otrzymał absolutorium zaocznych studiów katechetycznych. Od 1979 należy do Ruchu Kultury Chrześcijańskiej „Odrodzenie”. Od 1977 do 1983 był podprzeorem opactwa w Tyńcu. W latach 1983–1993 był przeorem w archidiecezji poznańskiej w Lubiniu. W 1988 został proboszczem parafii Najświętszej Marii Panny w Lubiniu (do 1991). W latach 90. XX w. wrócił do opactwa w Tyńcu, gdzie pełnił obowiązki podprzeora (1994–1999 i 2002–2005) oraz przeora (2001–2002).
Jest znany ze swojej otwartości, dobrego kontaktu z młodzieżą i poczucia humoru. Był bliskim znajomym papieża Jana Pawła II. Jest autorem kilku publikacji; pracuje w mediach. Prowadził programy w Telewizji Polskiej „Ojciec Leon zaprasza”, „Salomon” oraz „Credo”; był jednym z redaktorów półrocznika „Cenobium”. Prowadził także program „Ojciec Leon zawodowiec” w kanale Religia.tv. Od 2017 roku jest współprowadzącym program „Sekrety mnichów” w TVP1.
Został ambasadorem zorganizowanych w Krakowie Światowych Dni Młodzieży 2016. W 2017 r. wziął udział w projekcie #NiktNieJestByleJaki. Efektem końcowym jest wydanie publikacji ze zbiorem wywiadów pt. Nikt nie jest byle jaki. 

## Nagrody i odznaczenia
- 2007, maj: nagroda Laur Krakowa XXI wieku[6].
- 2008, styczeń: nagroda Krakowska Książka Miesiąca za publikację Sekrety mnichów, czyli sprawdzone przepisy na szczęśliwe życie (napisaną wspólnie z o. Joachimem Badenim)[7].
- 2009, 23 grudnia: „w uznaniu wybitnych zasług w działalności duszpasterskiej, za krzewienie wiary i zasad moralnych wśród dzieci i młodzieży” został odznaczony Krzyżem Kawalerskim Orderu Odrodzenia Polski[8].
- 2012: nagroda Blog Roku 2011 w kategorii blogi profesjonalne.
- 2017, 22 września: Order Uśmiechu.

## Książki wydane przez o. Leona Knabita i o nim

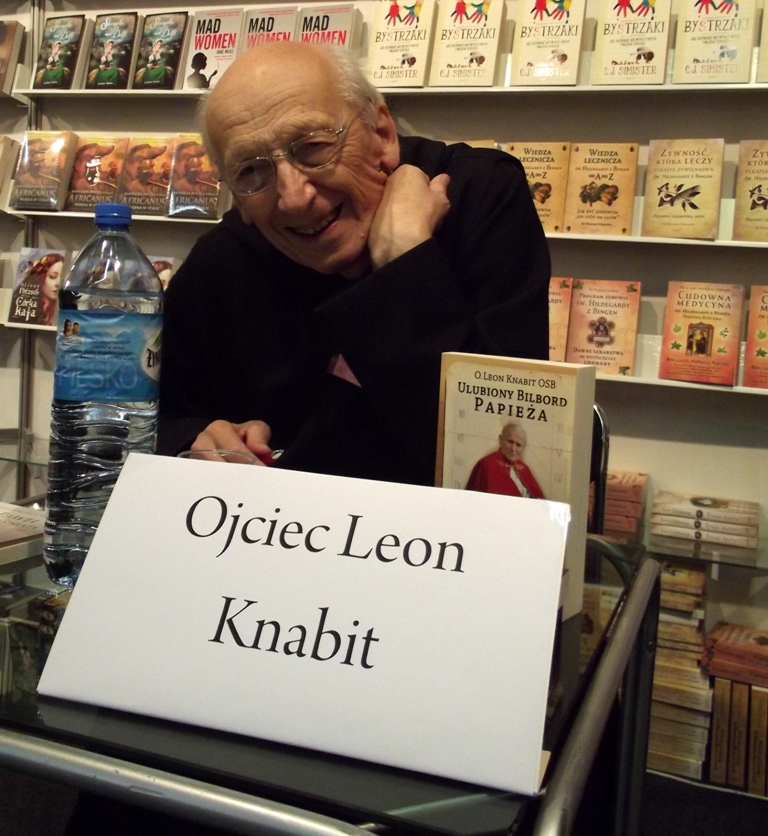
Ojciec Leon Knabit podczas 16. Targów Książki w Krakowie (2012)

- Dywan Dobrej Nowiny, 2003, Wydawnictwo Benedyktynów Tyniec.
- Być Ludźmi, 2004, Wydawnictwo Benedyktynów Tyniec.
- Ojca Leona różowe okulary, 2004, Wydawnictwo Benedyktynów Tyniec.
- Alfabet, pod red. Marka Latasiewicza, Dom Wydawniczy „Rafael”, 2006, ISBN 83-60293-62-7.
- Ojca Leona myśli na dobry dzień (książka + CD) wydana przez Wydawnictwo Benedyktynów Tyniec, Kraków 2007.
Do książki dołączona jest płyta CD z wybranymi refleksjami (cykl pod nazwą „Myśli na dobry dzień”) o. Leona nadawanymi przez Program I Polskiego Radia w latach 2002–2004. Audycji tych nadal można słuchać na antenie Programu I Polskiego Radia.
- Ojca Leona słów kilka, Kraków 2014.
- Radość ewangeliczna. Refleksje biblijne, Wydawnictwo Benedyktynów Tyniec, Kraków 2015.
- Spotkania z Wujkiem Karolem (wstęp napisał Stanisław Dziwisz), Wydawnictwo Benedyktynów Tyniec.
- Młodość to nie tylko wiek. Młodość to stan ducha, Wydawnictwo Benedyktynów Tyniec, Tyniec 2016.
- Nikt nie jest byle jaki, 2017, Wydawnictwo Benedyktynów Tyniec, współautor: Jacek Zelek.
- Módl się i pracuj. Nie bądź smutny, Wydawnictwo Benedyktynów Tyniec.
- Sądy kapturowe, Wydawnictwo Benedyktynów Tyniec.
- ... jakby Boga nie było, Wydawnictwo Benedyktynów Tyniec.
- Dusza z ciała wyleciała. Rozmowy o śmierci i nie tylko, Wydawnictwo Benedyktynów Tyniec.
- Przestań narzekać, zacznij żyć (część 1), Wydawnictwo Benedyktynów Tyniec.
- Przestań narzekać, zacznij żyć (część 2), Wydawnictwo Benedyktynów Tyniec.
- Rekolekcje z ojcem Leonem, Wydawnictwo Benedyktynów Tyniec.
- Powołanie – i co dalej?, Wydawnictwo Benedyktynów Tyniec.
- Weź się w garść, bądź święty, Wydawnictwo Benedyktynów Tyniec.
- Bloger dusz. Część 1, Wydawnictwo Benedyktynów Tyniec.
- Bloger dusz. Część 2, Wydawnictwo Benedyktynów Tyniec.